# رالف فوس
رالف فوس (بالهولندية: Ralph Vos)‏ (1 أكتوبر 1996 في هولندا - ) هو لاعب كرة قدم هولندي في مركز حراسة المرمى. لعب مع آر كي سي فالفيك.

## وصلات خارجية
- رالف فوس على موقع قاعدة بيانات كرة القدم.إي يو (الإنجليزية)
- رالف فوس على موقع Soccerway.com (الإنجليزية)
- رالف فوس على موقع عالم كرة القدم.نت (الإنجليزية)